# Бендас, Константин Владимирович
Константин Владимирович Бендас (род. 07.10.1974, Новокузнецк, Кемеровская область, СССР) — российский религиозный деятель, писатель.
Президент Благотворительного фонда «Фонд поддержки христианской культуры, науки и образования».

## Биография
Родился в городе Новокузнецк Кемеровской области, в семье Егоричева Владимира Александровича и Бендас Людмилы Ивановны.

### Образование
В 1994 году поступил в Библейский колледж Христиан веры евангельской в городе Абакан, Республики Хакасия.
В 2004 и 2008 годах проходил курсы повышения квалификации для священнослужителей на кафедре государственно-конфессиональных отношений Российской Академии Государственной Службы при Президенте Российской Федерации.
В 2006 году присвоена почетная степень доктора Института Религии и Права.

### Религиозная деятельность
В 1992 году был рукоположён на служение дьякона Церкви Христиан веры евангельской (пятидесятников).
С 1994 по 2001 год нес пасторское служение в церквях Красноярского края и Республики Хакасия.
С 2002 по 2005 год назначен и исполнял обязанности исполнительного директора Российского объединённого Союза христиан веры евангельской (пятидесятников) РОСХВЕ(п.), г. Москва.
В 2005 году назначен на должность Управляющего делами Председателя РОСХВЕ(п.).
В 2008 году Собором РОСХВЕ(п.) избран на должность первого заместителя Председателя — Управляющего делами РОСХВЕ(п.) с правом действовать от имени и представлять РОСХВЕ(п.) без доверенности во всех государственных, общественных и международных институтах.
В 2009 году рукоположён в духовный сан епископа. Рукоположение совершили епископ Сергей Ряховский, епископ Павел Савельев, епископ Диметр Благоев.
В этом же году без оставления должности первого заместителя Председателя — Управляющего делами РОСХВЕ(п.) назначен главой Удмуртской епархии христиан веры евангельской (пятидесятников) — крупнейшей на тот момент Епархии в составе Союза.
С 2011 по 2019 год первый заместитель Начальствующего епископа — Управляющий делами РОСХВЕ(п.).
С 2014 года возлагаются так же обязанности председателя Координационного Совета реабилитационных служений РОСХВЕ(п.). Совет курирует работу более 350 благотворительных центров социальной реабилитации наркозависимых и алкоголиков) в России.
С 2014 года член Совета Российской ассоциации защиты религиозной свободы РАРС.
С 2015 года член попечительского совета духовной образовательная организация дополнительного профессионального образования христиан веры евангельской (пятидесятников) Евроазиатская богословская семинария г. Москва. https://etsem.org/
С 2015 года президент Благотворительного фонда «Фонд поддержки христианской культуры, науки и образования».
С 2019 года освобожден от должностей и административных позиций в РОСХВЕ(п.).
С 2019 по 2021 год являлся членом Духовного Совета Российского объединённого Союза христиан веры евангельской (пятидесятников).
Автор семинара «Церковь и государство, Церковь и общество, Церковь и СМИ. Библейский взгляд» прочитанного с 2004 по 2020 год 62 раза в 55 субъектах Российской федерации для священнослужителей христианских конфессий.

### Общественная деятельность
С 2004 по 2017 год член Экспертного Совета Комитета по делам общественных объединений и религиозных организаций Государственной думы Федерального Собрания Российской Федерации. Участвовал в качестве эксперта в работе над десятками законопроектов. В том числе: Федеральный закон от 26.09.1997 года № 125-ФЗ «О свободе совести и о религиозных объединениях»; Федеральный закон от 30.11.2010 года № 327-ФЗ «О передаче религиозным организациям имущества религиозного назначения, находящегося в государственной или муниципальной собственности»; Федеральный закон от 12.01.1996 года № 7-ФЗ «О некоммерческих организациях»; Федеральный закон от 11.08.1995 года № 135-ФЗ «О благотворительной деятельности и благотворительных организациях»; Федеральный закон от 19.06.2004 года № 54-ФЗ «О собраниях, митингах, демонстрациях, шествиях и пикетированиях»; Федеральный закон от 25.07.2002 года № 114-ФЗ «О противодействии экстремистской деятельности»; Федеральный закон от 29.12.2010 года № 436-ФЗ «О защите детей от информации, причиняющей вред их здоровью и развитию» и др.
С 2006 года эксперт комиссии по гармонизации межнациональных и межрелигиозных отношений Общественной палаты Российской Федерации.
С 2009 года президент общественного движения «Будущее без гомосексуализма».
С 2010 года президент межрегионального общественного движения «Союз телезрителей».
С 2011 года был членом Попечительского Совета Альянса инициатив «Россия без сирот».
С 2011 года был членом Координационного совета по защите избирательных прав граждан, Российского фонда свободных выборов (РФСВ).
С 2011 года по 2015 год член Общественно-консультативного Совета при Управлении Федеральной Миграционной службы России по г. Москве.
С 2011 года — был членом Национального Наркологического Общества (ННО).
С 2012 года был членом Консультативного Совета по правовым вопросам этноконфессиональных отношений при Председателе Совета Федерации Федерального Собрания Российской Федерации.
С 2017 года был членом Экспертного Совета Комитета Государственной думы Федерального Собрания Российской Федерации по труду, социальной политике и делам ветеранов.

### Писательская деятельность
В конце октября 2018 года на Малом Соборе РОСХВЕ под названием «Миссия Бога, миссия Церкви, миссия христианина» епископ Бендас представил свою книгу «Об истинном монашестве».

### Семья
Жена. Два сына, дочь.

### Награды
- 2012 год. Почетный серебряный орден «Общественное признание» за большой личный вклад в возрождение и развитие отечественных духовных и нравственных традиций, укрепление межрелигиозного и межнационального согласия в России, активную гражданскую позицию.
- 2014 год. Благодарность Центральной Избирательной Комиссии (ЦИК) Российской Федерации за активное содействие и существенную помощь в обеспечении международного сотрудничества в области избирательных систем.
- 2017 год. Грамота Президента Российской федерации и почетная медали «За вклад в подготовку и проведение XIX Всемирного фестиваля молодежи и студентов 2017 года в Сочи».
- 2020 год. Почетная грамота Общественной палаты Российской федерации «За активную общественно-просветительскую деятельность, способствующую развитию гражданского общества в России».